# Singsakerlinjen
| Blick auf Singsaker und die Singsakerlinjen um 1928 |                     |                                       |                                       |
| Streckenlänge: | 3,3 km              |                                       |                                       |
| Spurweite: | 1000 mm (Meterspur) |                                       |                                       |
| Stromsystem: | 600 V =             |                                       |                                       |
| Zweigleisigkeit: | ja                  |                                       |                                       |
| |                     |                                       |                                       |
| \| \| \| von Prinsens Gate \| \| \| \| \| Elgeseter-Brücke (Nidelva) \| \| \| \| \| nach Elgeseter \| \| \| \| \| Studentersamfundet \| \| \| \| \| Vollabakken \| \| \| \| \| Jonsvannsveien \| \| \| \| \| Ankers gate Endstation bis 1935 \| \| \| \| \| \| \| \| \| \| Asbjørnsens gate Endstation 1935–1955 \| \| \| \| \| Festningsgata \| \| \| \| \| Lærerhøyskolen \| \| \| \| \| Nonnegata \| \| \| \| \| Rosenborg \| \| |                     |                                       |                                       |
| U-Bahn-Strecke (außer Betrieb) |                     | von Prinsens Gate                     | von Prinsens Gate                     |
| U-Bahn-Brücke über Wasserlauf (Strecke außer Betrieb) |                     | Elgeseter-Brücke (Nidelva)            | Elgeseter-Brücke (Nidelva)            |
| U-Bahn-Abzweig geradeaus und nach rechts (Strecke außer Betrieb) |                     | nach Elgeseter                        | nach Elgeseter                        |
| U-Bahn-Haltepunkt / Haltestelle (Strecke außer Betrieb) |                     | Studentersamfundet                    | Studentersamfundet                    |
| U-Bahn-Haltepunkt / Haltestelle (Strecke außer Betrieb) |                     | Vollabakken                           | Vollabakken                           |
| U-Bahn-Haltepunkt / Haltestelle (Strecke außer Betrieb) |                     | Jonsvannsveien                        | Jonsvannsveien                        |
| U-Bahn-Bahnhof (Strecke außer Betrieb) |                     | Ankers gate Endstation bis 1935       | Ankers gate Endstation bis 1935       |
| U-Bahn-Abzweig geradeaus und nach links (Strecke außer Betrieb) · U-Bahn-Strecke von rechts (außer Betrieb) |                     |                                       |                                       |
| U-Bahn-Haltepunkt / Haltestelle (Strecke außer Betrieb) · U-Bahn-Strecke geradeaus (außer Betrieb) |                     | Asbjørnsens gate Endstation 1935–1955 | Asbjørnsens gate Endstation 1935–1955 |
| U-Bahn-Strecke (außer Betrieb) · U-Bahn-Haltepunkt / Haltestelle (Strecke außer Betrieb) |                     | Festningsgata                         | Festningsgata                         |
| U-Bahn-Haltepunkt / Haltestelle (Strecke außer Betrieb) · U-Bahn-Strecke geradeaus (außer Betrieb) |                     | Lærerhøyskolen                        | Lærerhøyskolen                        |
| U-Bahn-Strecke (außer Betrieb) · U-Bahn-Haltepunkt / Haltestelle (Strecke außer Betrieb) |                     | Nonnegata                             | Nonnegata                             |
| U-Bahn-Strecke nach links (außer Betrieb) · U-Bahn-Haltepunkt / Haltestelle rechts (Strecke außer Betrieb) |                     | Rosenborg                             | Rosenborg                             |

Singsakerlinjen (deutsch: Singsaker-Strecke) war eine Strecke der Straßenbahn Trondheim in Norwegen von den Trondheimer Ortsteilen Øya und Elgeseter nach Singsaker, Teile von Tyholt sowie Rosenborg. Die Strecke zweigte am Studentersamfundet von der Elgeseterlinjen ab. Die Strecke war zweigleisig bis zum Tyholtveien und führte dann in einer großen Schleife durch Rosenborg. Sie wurde von der Linie 3 bedient, die Singsaker mit der Trondheimer Innenstadt und dem Bahnhof verband.
Die Strecke wurde 1927 bis Ankers gate eröffnet und war die erste der Straßenbahn Trondheim mit schaffnerlosen Betrieb. 1933 folgte die Verlängerung bis Asbjørnsens gate. Bis 1955 wurde die Strecke ausschließlich mit den ältesten Fahrzeugen bedient. Erst nach 1958 fuhren auch die breiteren und komfortableren Class-4-Trams. Die Schleife durch Rosenborg wurde 1958 mit der Einführung der Class-7-Trams eröffnet. Damit wurde die maximale Streckenlänge von 3,3 km erreicht. 1968 erfolgte die Umstellung auf Busbetrieb.

## Streckenbeschreibung

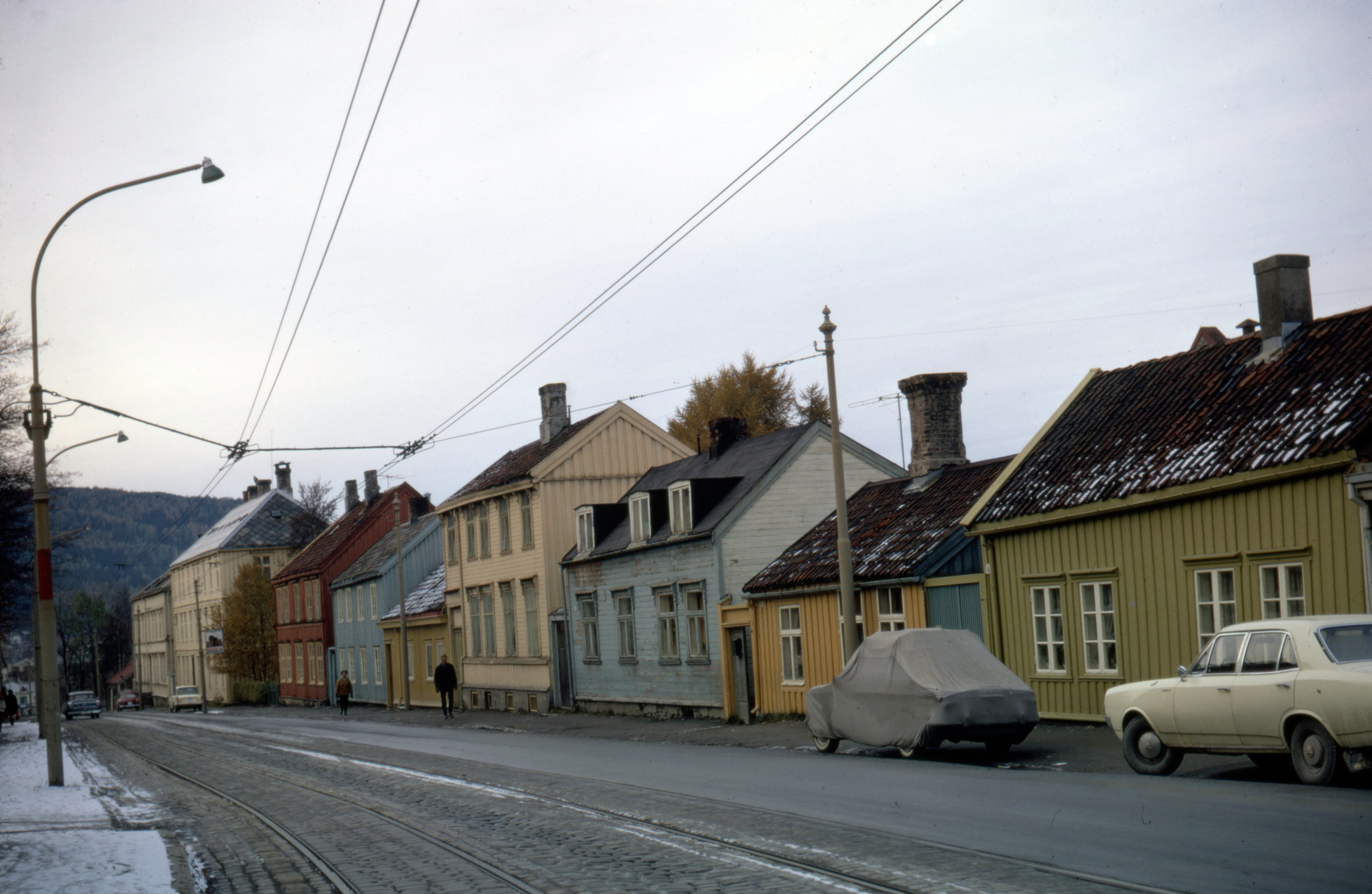
Strecke in der Klostergata 1969, kurz nach der Stilllegung

Die zweigleisig ausgebaute Singsakerlinjen zweigte am Studentersamfundet (Studentenverein) von der Elgeseterlinjen ab, unmittelbar südlich der Elgeseter-Brücke. Direkt nach dem Abzweig befand sich die Haltestelle Studentersamfundet. Die Gleise folgten bergwärts der Klostergata, im weiteren Verlauf Christian Fredriks gate, mit der Haltestelle Vollabakken. Nach Unterquerung der Hochschulbrücke (Høgskolebrua), vorbei an der Technischen Hochschule (Norges tekniske høgskole), folgte die Strecke der Eidsvolls gate. Die Haltestelle Jonsvannsveien lag nach der gleichnamigen Straße und diente der Erschließung von Singsaker.
Ab der Kreuzung mit der Straße Tyholtveien wurde die zweigleisige Strecke zu einer großen eingleisigen Blockumfahrung, welche gegen den Uhrzeigersinn befahren wurde. Das stadtauswärts führende Gleis führte zunächst entlang des Tyholtveien, dann dem Henrik Mathiesens vei folgend. An der Kreuzung mit der Asbjørnsens gate befand sich eine Haltestelle, die auch zum Abwarten der Ausgleichszeit genutzt wurde. Die im weiteren Verlauf des Henrik Mathiesens vei liegende Haltestelle Lærerhøyskolen erschloss die Umgebung von Rosenborg und einen Campus der Lehrerhochschule (Norges lærerhøgskole i Trondheim, heute Den allmennvitenskapelige høgskole). Die Straßenbahnstrecke verlief weiter entlang der Christians Monsens gate und bog dann auf die Stadsingeniør Dahls gate ein. Hier befand sich eine Haltestelle, ebenso wie an der Kreuzung mit der Nonnegata. Nach einer leichten Linkskurve wurde über die Festningsgata am Ende der Schleife wieder der Tyholtveien erreicht.
Ab der Elgeseter-Brücke fuhr die Linie 3 weiter auf der Elgeseterlinjen in Richtung Innenstadt zur Prinsens gate. Bis 1961 führte die Strecke über die Kongens gate, Torvet und Munkegata zum Ravnkloa. Nach 1961 folgte die Strecke stattdessen weiter der Prinsens gate, mit einer Haltestelle an der Kreuzung Prinsens/Kongens gate und dann über die Olav Tryggvasons gate bis zur Søndre gate, dort gab es ebenfalls eine Haltestelle. Über die Søndre gate, mit einer Brücke über den Kanal, wurde der Trondheimer Bahnhof erreicht, an dem die Linie 3 ihre Endstation hatte.

## Geschichte

### Bau

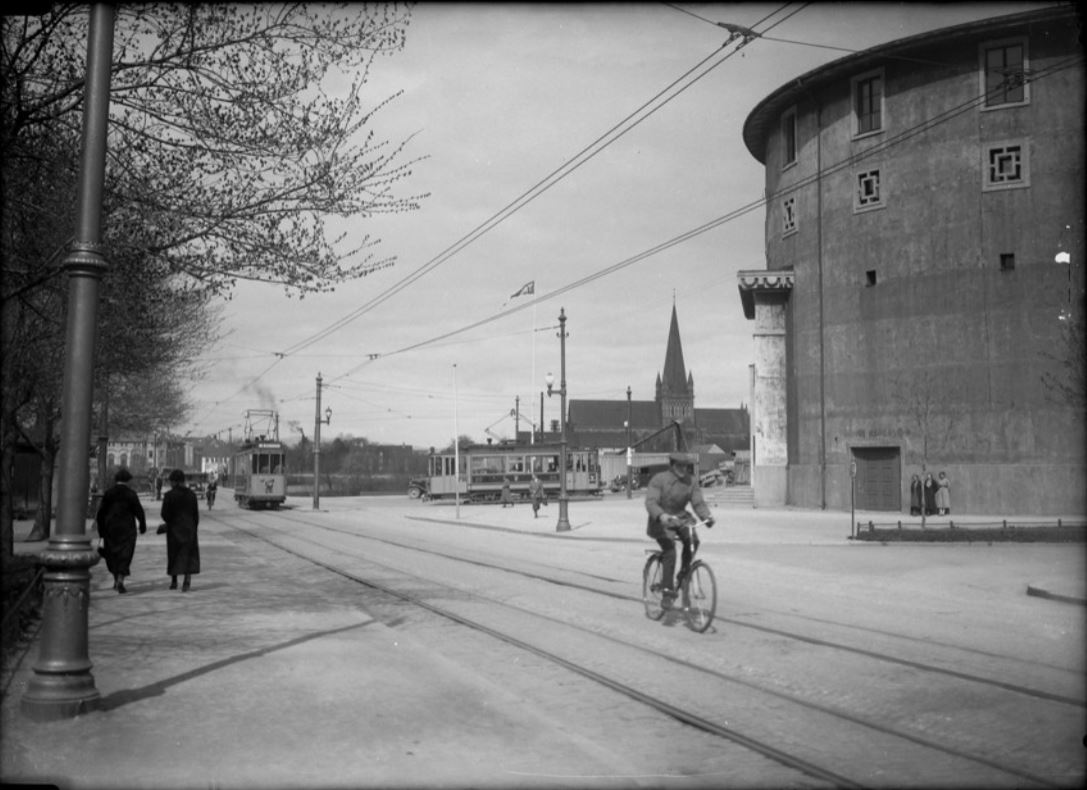
Die Singsakerlinjen zweigte am Studentenverein (Studentersamfundet) von der Elgeseterlinjen ab, unmittelbar südlich der Elgeseter-Brücke und führte bergauf durch die Klostergata.

Die ersten Vorschläge für eine Straßenbahn nach Singsaker wurden 1924 von der damaligen Leitung des Trondhjems Elektricitetsværk og Sporvei ins Gespräch gebracht. Diese sah eine Strecke von der bestehenden Elgeseterlinjen über Singsaker und Rosenborg nach Buran vor. Es war geplant, diese in mehreren Phasen zu bauen, mit einer ersten Endstelle am Tyholtveien. Für die komplette Strecke wurden Aufwände von 1,175 Millionen Norwegischen Kronen veranschlagt. Der Vorstand hingegen entschloss sich, den Bau zunächst zurückzustellen, in der Hoffnung auf niedrigere Preise. In einem neuen Plan von 1926 wurde die ursprünglich vorgeschlagene Streckenführung über Høyskolealléen, Klæbuveien und Christian Fredriks gate verworfen und stattdessen eine Trasse durch die Klostergata und Eidsvolls gate angestrebt. Eine Buslinie als Alternative hätte Mehrkosten von 96.000 Kronen pro Betriebsjahr bedeutet, was das Projekt unrentabel gemacht hätte. Ein Oberleitungsbus wurde ebenfalls in Erwägung gezogen; allerdings gab es zu dieser Zeit noch keine gangbare technische Lösung, die Fahrleitung von O-Bus und Straßenbahn miteinander zu kombinieren.
Für die Linienführung der Bahnen in der Innenstadt von Trondheim wurden verschiedene Varianten diskutiert. Der Leiter des Fahrbetriebs, Fredrik Kleven, schlug den Trondheimer Bahnhof als Linienende vor. Die aus seiner Sicht günstigere Führung nach Voldsminde verwarf er, da er einen Mischbetrieb von schaffnerlosen Fahrzeugen und solchen mit Schaffner auf der Ladelinjen vermeiden wollte. Direktor Jon Garstad hingegen wollte die Bahnen aus Singsaker bereits am Torvet enden lassen, was jährlich 20.000 Kronen an Betriebskosten eingespart hätte. Der Vorstand brachte eine Schleifenführung über die Prinsens gate und Dronningens gate zur Munkegata, wo die neue Strecke in die bestehende einfädeln sollte, ins Gespräch. Diese Variante wurde mit Baukosten von 52.000 Kronen veranschlagt. Als Alternative wurde eine neue Endstelle an der Vår Frue kirke in der Nähe des Torvet vorgeschlagen, was mit 30.000 Kronen kalkuliert wurde. Niemand aus dem Vorstand sprach sich für die Linienführung zum Bahnhof aus.

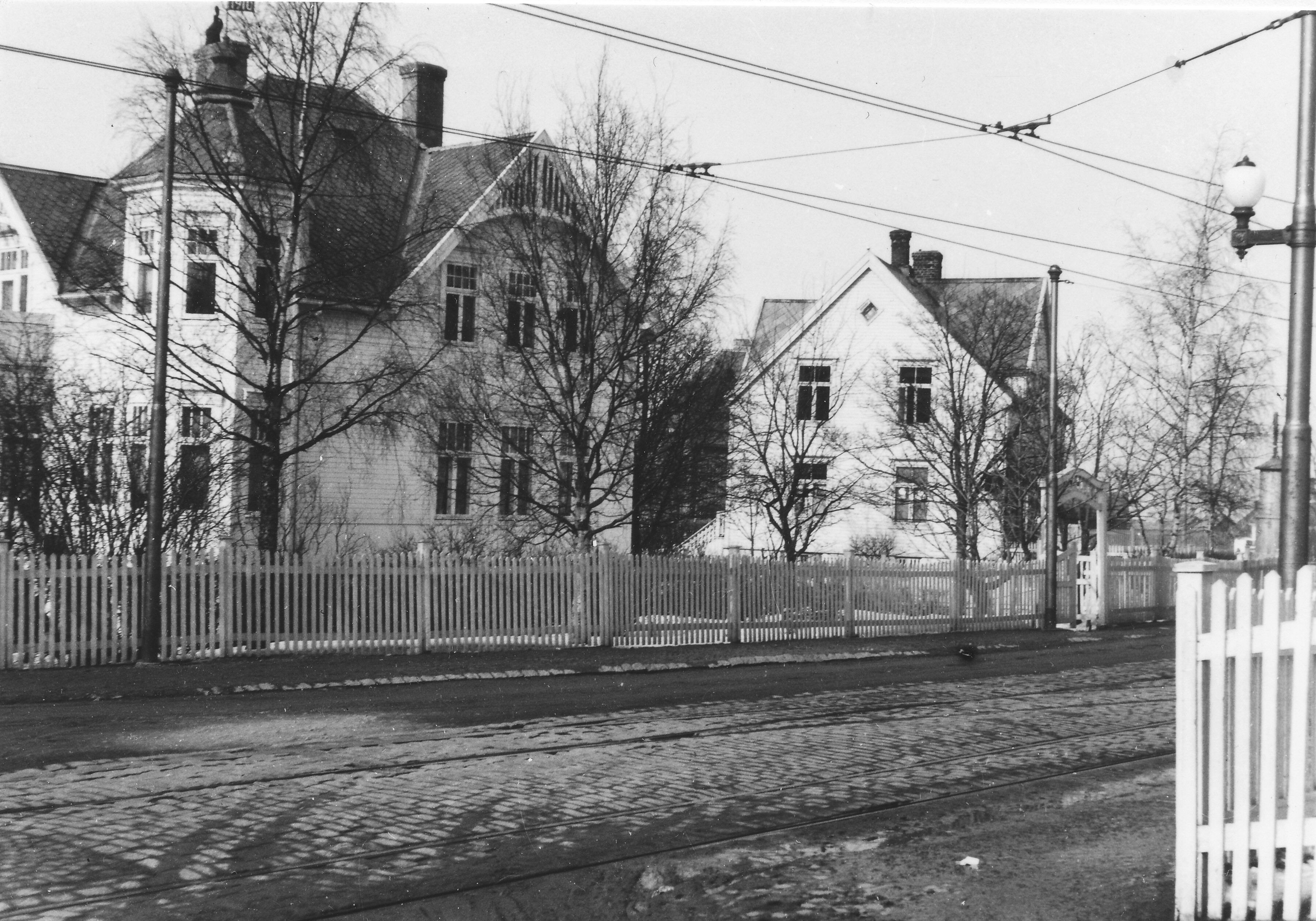
Gleiswechsel an der Haltestelle Ankers gate

Der Vorstand forderte außerdem einen Zehn-Minuten-Takt und – anders als bei den anderen Linien – schaffnerlosen Betrieb. Die Endstation war an der Kreuzung mit der Ankers gate vorgesehen, basierend auf  Studien zur Prognose der Fahrgastzahlen. Der städtische Bauingenieur empfahl, die Strecke komplett zweigleisig zu bauen. Der Stadtrat genehmigte den Bau der Strecke am 28. Oktober 1926, allerdings ohne den komplett zweigleisigen Ausbau. Andererseits wurde die Entscheidung über die Endstelle in der Innenstadt zunächst aufgeschoben. Schließlich votierte der Vorstand für die Endstelle am Bahnhof, auch weil die zusätzlichen Kosten für die alternativen Vorschläge nicht ausreichend dokumentiert waren.
Der Baubeginn war am 27. April 1927. Die ersten 900 Meter bis zur Gudes gate wurden zweigleisig, die folgenden 650 Meter von der Gudes gate bis zur Kreuzung Ankers gate/Tyholtveien eingleisig gebaut. Fünf der Class-2-Fahrzeuge wurden auf Einmannbetrieb ohne Schaffner umgebaut. Die Bauarbeiten konnten am 1. September abgeschlossen werden. Nach einer Woche Testbetrieb begann der reguläre Betrieb der Strecke am 7. September 1927. Die Baukosten beliefen sich auf 292.600 Kronen.

### Erste Erweiterung

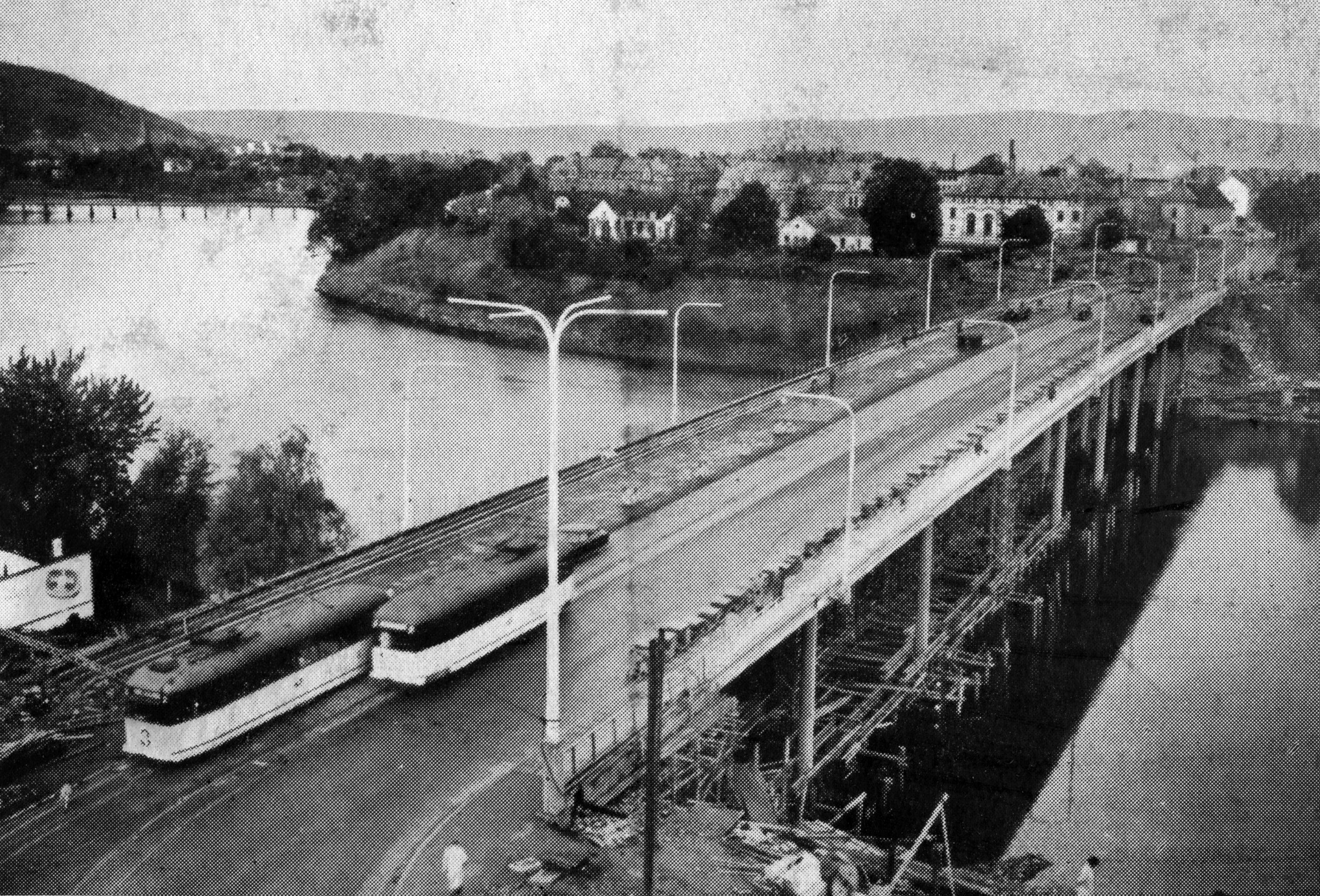
Erweiterung der Elgeseter-Brücke 1951. Im Bild unten links der Abzweig der Singsakerlinjen.

Direktor Garstadt schlug 1933 eine Verlängerung der Singsakerlinjen um etwa 400 m vor, mit einer zusätzlichen Haltestelle Asbjørnsens gate, an der Kreuzung von Tyholtveien, Asbjørnsens gate und Henrik Mathisens vei. Die Kosten wurden auf 65.000 Kronen geschätzt, und die Kalkulationen zeigten einen positiven Kapitalwert. Dennoch stand der Vorstand dem Vorschlag ablehnend gegenüber. Ungeachtet der Tatsache, dass der Trondheimer Verwaltungschef gegen die Streckenverlängerung war, stimmte der Stadtrat am 28. März 1935 der Erweiterung zu. Dies war der neuen Mehrheit der Arbeiderpartiet im Stadtrat geschuldet, die sich für die Schaffung von Arbeitsplätzen einsetzen wollte. Als Teil der Vereinbarung wurden die Kosten für die Straßenbauarbeiten von der städtischen Straßenbehörde übernommen. Die Streckenverlängerung wurde am 29. September 1935 eröffnet, was zu einer Steigerung der Fahrgastzahlen um 11,2 % auf 1,6 Millionen führte.
Die Singsakerlinjen hatte stets das geringste Fahrgastaufkommen aller drei Straßenbahnlinien und wurde daher mit den ältesten Fahrzeugen bedient – schmale Wagen mit Holzbänken. Die erste Class-4-Tram mit der Wagennummer 35 wurde am 12. September 1952 in Dienst gestellt. Viele Fahrgäste versuchten gezielt, diesen Wagen für die Fahrt in die Stadt zu nutzen, obwohl die Chance bei sieben Kursen auf der Linie 3 nicht sehr hoch war. Ab Dezember 1952 wurde der Betrieb auf der Linie 3 wegen großer Schneemengen vorübergehend eingestellt. Zwar gab es Proteste dagegen, aber die Straßenbahngesellschaft hatte nicht genug Fahrzeuge zur Verfügung, um auch die Linie 3 zu betreiben.
Zu einem Zwischenfall auf der Strecke kam es am 20. Oktober 1955, als eine Gruppe von Kindern größere Mengen an Laub auf den Gleisen verteilte. Triebwagen (Tw) 24, der die Eidsvolls gate bergauf fahren wollte, rutschte wegen der schlüpfrigen Schienen wieder talwärts. Auch der Schaffner, der Sand auf den Schienen verstreute, konnte das Zurückrutschen nicht verhindern. Der Fahrer des nachfolgenden Tw 19 bemerkte die Situation nachdem er die Kreuzung Vollabakken passiert hatte, konnte aber wegen des Straßenverkehrs nicht zurückfahren. Bei dem Zusammenprall entstand größerer Sachschaden an den Fahrzeugen, ernsthaft verletzt wurde aber niemand. Da beide Fahrzeuge ohnehin zur Abstellung vorgesehen waren, wurden sie nach dem Vorfall verschrottet.

### Rosenborg-Schleife
Die letzte Streckenverlängerung erfolgte 1955. Um das Fahrgastaufkommen zu testen, wurde ein Bus angemietet, der den Fahrweg für die geplante Rosenborg-Schleife bediente. Dieser führte von der Asbjørnsens gate über Henrik Mathiesens gate, Stadsingeniør Dahls gate und Festningsgata, bevor am Tyholtveien wieder die bestehende Strecke erreicht wurde. Der eingleisige Streckenabschnitt von dort zur Gudes gate sollte dann zweigleisig ausgebaut werden. Ein alternativer Vorschlag war eine eingleisige Strecke von Rosenborg nach Buran, um dort an die Lademoenlinjen anzuschließen. Dieser wurde abgelehnt, wie auch eine Schleife am Solhaugplatået. Die Rosenborg-Schleife wurde ursprünglich 1946 von der Norges Kommunistiske Parti vorgeschlagen, und die 1,4 km lange Neubaustrecke wurde mit Baukosten von etwa 1 Million Kronen veranschlagt. Anwohner von Øvre Rosenborg waren gegen diese Lösung, die einen längeren Weg in die Stadt bedeutete als die Verbindung über Buran.
Im Sommer 1955 begann der Bau der neuen Wendeschleife. Erstmals in Trondheim wurden die Gleise nicht eingepflastert, sondern in Asphalt gelegt. Neue Haltestellen wurden an der Lærerhøyskolen und in der Stadsingeniør Dahls gate an der Kreuzung mit der Nonnegata, nahe der Rosenborg-Schule, eingerichtet. Die Fahrzeuge der Linie 3 zeigten als Fahrtziel weiterhin „Singsaker“, ungeachtet der Verlängerung von Singsaker nach Rosenborg. Die neu gelieferten Class-6-Fahrzeuge wurden für den Betrieb auf der verlängerten Linie ausgewählt. Die Schleife wurde am 9. November 1955 eröffnet.
Nach der Verlängerung wurde die Strecke deutlich profitabler, weil sie trotzdem weiterhin mit sieben Kursen betrieben werden konnte. Dies war auch der nun möglichen höheren Geschwindigkeit bergauf nach Singsaker geschuldet. Im November 1955 lagen die Fahrgastzahlen 33 Prozent über denen des Vorjahres. Als eine Folge verlor die von Trondheim Bilruter betriebene Buslinie nach Solhaug Fahrgäste und wurde eingestellt. Während der Hauptverkehrszeit sorgte ein zusätzlicher Kurs auf der Linie 3 für eine Taktverdichtung von 6 auf 5 Minuten. Schließlich wurde auch mit Beiwagen gefahren. Und das alles trotz einer Preiserhöhung um 50 Prozent im Jahr 1955.
Nach dem Brand im Depot Dalsenget am 10. Oktober 1956, dem alle Neubaufahrzeuge zum Opfer fielen, wurde die Singsakerlinjen wieder mit den ältesten Fahrzeugen mit Holzbänken betrieben. Dieser Zustand dauerte bis zur Lieferung den neuen Class-7-Trams im Jahr 1957, welche dann auf der Strecke nach Singsaker eingesetzt wurden. Damit wurde diese erstmals mit den neuesten Fahrzeugen, die die Straßenbahngesellschaft hatte, bedient. Nach der Verlängerung der Ladelinjen 1958 wurde die Endhaltestelle der Linie 2 vom Trondheimer Bahnhof nach Lade verlegt. Damit wurde die Strecke zum Bahnhof nur noch von der Linie 3 bedient.

### Stilllegung
Die norwegische Pädagogische Hochschule in Trondheim richtete 1960 einen Campus im Hanrik Mathiesens vei ein, was zu einem Anstieg des Verkehrsaufkommens führte, genauso wie die 1955 gebaute Rosenborg-Schleife. Beides reichte allerdings nicht aus, um den Niedergang nach 1960 zu stoppen. Mit der Deregulierung des Autoverkaufs in Norwegen und einer neuen, expansiven Stadtplanung, die auf entfernten Vororten und Autobahnen basierte, verloren die Straßenbahnen in der Stadt schnell Marktanteile. Die Linie 3 verzeichnete den größten Rückgang, was 1961 zu einem Verlust von 131.000 Kronen auf dieser Linie führte. Im Jahr 1962 präsentierte der damalige Direktor Odd Hovdenak drei Vorschläge: Ausdünnung der Taktfolge auf 10 Minuten, Wegfall der im Zweiten Weltkrieg wieder eingeführten Schaffner oder der Ersatz der Straßenbahn durch Busse mit einem geänderten Fahrweg über die Nonnegata. Der Wegfall der Schaffner würde die Strecke wieder rentabel machen, die längere Zugfolge jedoch nicht. Hovdenak empfahl die Umstellung auf Busse.
Trotz massiver Proteste der Anwohner entschied sich der Vorstand von Trondheim Sporvei 1963 mit drei gegen zwei Stimmen dafür, dem Vorschlag des Direktors zu folgen. Ab dem 22. September 1966 wurde ein Büssing-Bus von AS Oslo Sporveier für Testfahrten in Dienst gestellt. Dieser hatten Probleme, den Fahrplan einzuhalten, was aber daran lag, dass er im Einmannbetrieb fuhr. Vier solcher Busse hatte das andere städtische Straßenbahnunternehmen Gråkallbanen bestellt, bei dem Hovdenak ebenfalls Direktor war. Da es sich um eine Gesellschaft mit beschränkter Haftung handelte, benötigte sie für solche Käufe keine politische Genehmigung. Als Gegenleistung für die Anmietung der Busse würde Gråkallbanen einige Straßenbahnen von Trondheim Sporvei mieten. Das Jahr 1967 endete mit einem Verlust von 340.000 Kronen. Hovdenak ging davon aus, dass im folgenden Jahr ein Verlust von 1,6 Mio. Kronen für den Straßenbahnbetrieb und 1,2 Mio. Kronen für den Busbetrieb entstehen würde. Die Linie 3 hatte mit 2,3 Millionen Passagieren pro Jahr die wenigsten Passagiere der drei Trondheimer Straßenbahnlinien. Dies lag zum Teil daran, dass sie auf der Fahrt durch die Innenstadt kaum von zusätzlichen Fahrgästen profitieren konnte.
Die norwegischen Staatsbahnen wollten den Hauptbahnhof Trondheim umbauen, hierzu musste die Straßenbahn-Wendeschleife am Bahnhof verlegt werden. Dafür waren die notwendigen 160.000 Kronen zurückgelegt worden, aber Hovdenak sah eine Möglichkeit, diese Mittel für den Kauf von Bussen zu verwenden. Die Gleise des ältesten Teils der Strecke aus den Jahren 1927 und 1935 waren seit dem Bau noch nicht ausgetauscht worden, was etwa genauso viel kosten würde wie die Rosenborg-Schleife. Einer der wichtigsten Gründe für den Umstieg auf Busse war jedoch, dass sich Trondheim Sporvei als Busunternehmen etablieren wollte. Mit seinen eigenen Buslinien konnte es um neue Konzessionen für Linien konkurrieren, sobald diese verfügbar waren. Die Strategie erwies sich schließlich als obsolet, da Trondheim Sporvei nur sechs Jahre später mit Trondheim Bilruter – dem dominierenden Busunternehmen – fusionierte.
Ein sogenannter Sonderausschuss sollte sich mit der Angelegenheit befassen. Mit fünf Gegenstimmen lehnte dieser die Einführung von Bussen ab und verwies darauf, dass Hovdenaks Zahlen für den Busbetrieb zu optimistisch seien. Das Unternehmen war schuldenfrei, und Investitionen in die Singsaker-Strecke wären ein natürlicher nächster Schritt. Bei einer Abschreibung über 30 Jahre würde die Modernisierung nur 59.000 Kronen pro Jahr kosten. Mit der letzten Zahlung der Schulden im selben Jahr sollten die Gemeinkosten um 500.000 Kronen gesenkt werden. Andererseits würden Busse einen unmittelbaren Kostenaufwand von 500.000 Kronen verursachen, während es ausreichend Straßenbahnen gäbe, um die Strecke zu bedienen. Im April 1968 stimmte der Stadtrat mit 47 gegen 38 Stimmen für die Schließung der Strecke. Einige Zeit später folgte eine zweite Abstimmung, bei der 44 gegen 41 für die Stilllegung stimmten. Für die letzte Fahrt am 21. November 1968 wurde eine originale Singsaker-Straßenbahn auf der Strecke eingesetzt. Zusammen mit der Singsaker-Strecke wurde auch die Strecke zum Bahnhof aufgegeben. Die Singsakerlinjen war der erste Teil der Trondheim-Straßenbahn, der stillgelegt wurde.

### Busbetrieb

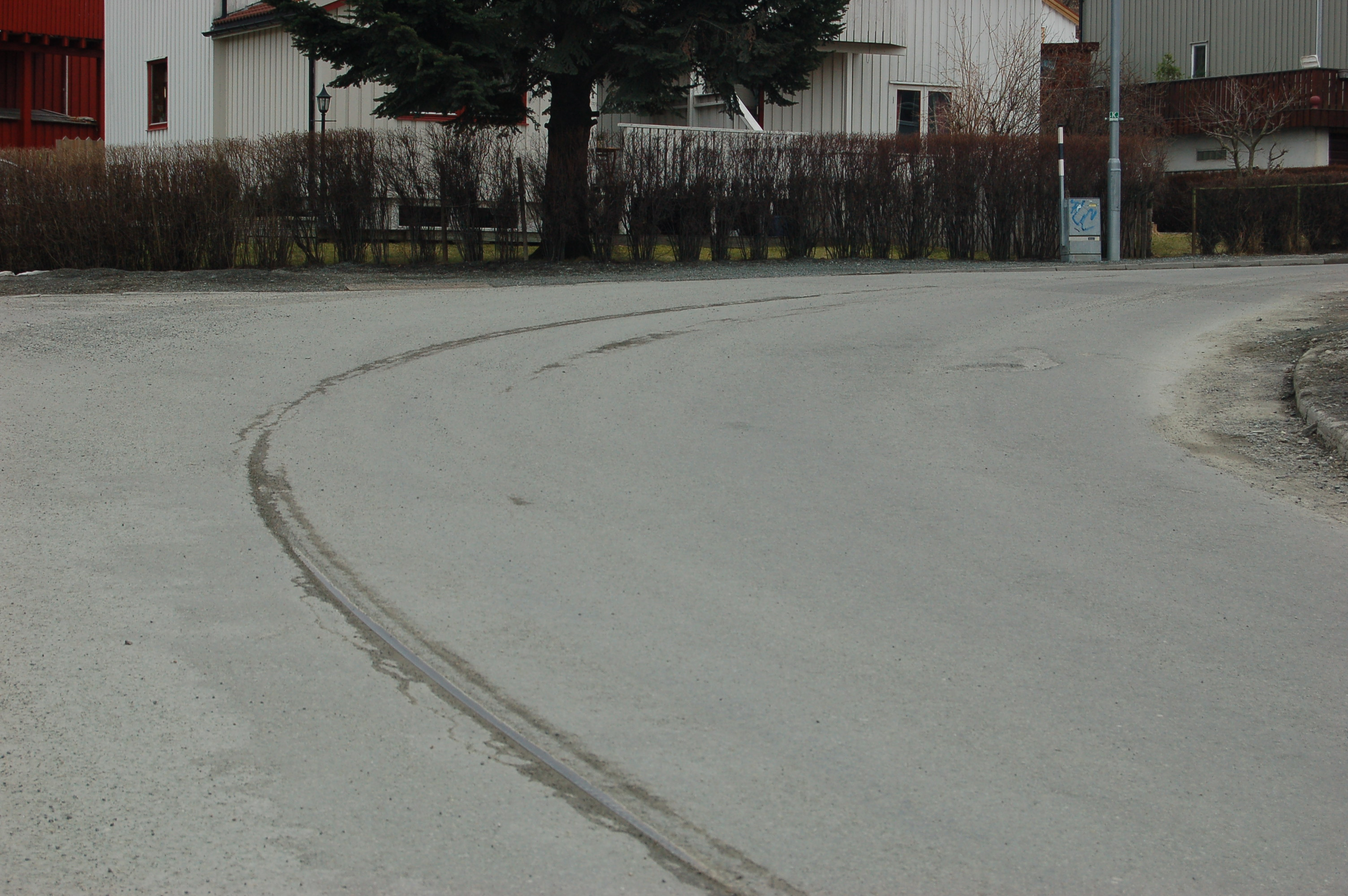
Gleisreste der der Rosenborg-Schleife in der Christian Monsens gate (2007)

Die Busse änderten die Route und fuhren von der Rosenborg-Schule weiter die Nonnegata hinunter zur Olav Trygvassons gate im Stadtzentrum, jedoch nicht über den Bahnhof. Dies sollte die Reisezeit von Rosenborg in die Stadt verkürzen. In der Hauptverkehrszeit wurde ein Fünf-Minuten-Takt, ansonsten ein Acht-Minuten-Takt gefahren. Ab dem 16. Dezember 1968 wurde die Strecke in beide Richtungen befahren. Ab Februar 1969 waren die Busse aufgrund der Konzession gezwungen, über den Bahnhof zu fahren. Dies führte dazu, dass jeder zweite Bus die ehemalige Straßenbahnlinie über Singsaker in die Stadt nahm. Dies bedeutete einen 15-Minuten-Takt gegenüber einem Takt von 7 bis 8 Minuten auf der früheren Strecke.
Im Jahr 1968, noch mit einem gemischten Verkehr aus Bussen und Straßenbahnen, lag die Gesamtzahl der Fahrgäste 2,1 Millionen. Im Jahr 1969 war die Fahrgastzahl auf 1,6 Millionen gesunken, was einem Rückgang von 24 Prozent entspricht. Ab 1978 wurde die Strecke wieder auf die alte Trassenführung der Straßenbahn zurückverlegt und blieb bis 2008 als Linie 63 unverändert. Der Takt wurde immer weiter ausgedünnt und lag zuletzt bei 45 Minuten.
Die Weiche beim Studentersamfundet wurde sofort entfernt, ansonsten sollte das Gleis sowie die Strecke zum Bahnhof zunächst erhalten bleiben. Die Gleise bis zum Tyholtveien wurden jedoch schließlich entfernt. Die Gleise der Rosenborg-Schleife wurden nicht entfernt, sondern einfach asphaltiert und waren teilweise noch länger vorhanden. Abschnitte der Gleise sind stellenweise noch zu sehen.